# Corvus impluviatus
Corvus impluviatus  — вимерлий вид горобцеподібних птахів роду крук (Corvus) родини воронових (Corvidae).

## Поширення
Вид був ендеміком острова Мауї з групи Гавайських островів. Вимер після заселення острова людьми. Причиною вимирання було завезення на острів пацюків, що поїдали яйця птахів.